# Calcioni marchigiani
I calcioni o piconi sono una specialità gastronomica delle Marche, tipica del tempo di Pasqua. Hanno forma di grandi ravioli ripieni di formaggio, generalmente pecorino. Alcune varianti prevedono l'uso della caciotta o della ricotta; queste ultime possono essere dolci. Il nome calcioni è forma meridionale di calzoni, e non deriva invece da cacio come suggerisce un'etimologia popolare.
Già diffusi in epoca preunitaria, i calcioni sono tipici di tutte le Marche, e in particolare dei centri di Arcevia, Serra San Quirico, Apiro, Cingoli, Treia, fino ad Ascoli Piceno, con importanti variazioni negli ingredienti da città a città. I calcioni tradizionali abbinano il sapore dolce e salato piccante con l'uso dello zucchero o della cannella e del pecorino, sia fresco sia stagionato. L'impasto richiede farina, uova, olio e sale; il ripieno formaggio, uova, scorza di limone, zucchero o cannella. La cottura avviene in forno a 180°. Le varianti dolci di ricotta contemplano in genere l'aggiunta del cacao. Si consumano come piatto unico o dessert.